# Техническо-строительный комитет
Техническо-строительный комитет (ТСК) был учрежден в МВД России в 1865 году.
Председатель и члены комитета назначались министром внутренних дел России.
Комитет занимался технической частью и строительством гражданских построек, подготовкой инженеров. Комитет составлял планы и проекты подведомственных МВД сооружений особого значения и сложности. Рассматривал и утверждал проекты, планы городов, представляемые из губернских управлений. Разрешал споры, производил ревизии проектов и технических отчетов. Создавал комиссии известных архитекторов для решения сложных и спорных вопросов.

## Сотрудники
- Г. В. Барановский
- Н. Ф. Беккер
- А. Г. Вейденбаум
- П. П. Висневский
- И. А. Иванов-Шиц
- А. А. Кузьмин (1867—1878)
- Н. В. Набоков
- П. К. Нотбек
- В. А. Погонкин (1901—1911)
- В. Н. Чаплиц (1899)
- Н. Л. Шевяков